# René Lyr
René Lyr, pseudonyme de René Vanderhaeghe, né à Couvin le 15 novembre 1887 et décédé à Uccle le 8 octobre 1957, est un poète et écrivain belge, également musicologue, critique d'art et dessinateur.

## Biographie
René Édouard Félicien Joseph Vanderhaeghe, né à Couvin le 15 novembre 1887, est le fils de Joseph Vanderhaeghe, instituteur originaire d’Hastière, et d'Hermance Delfosse qui lui a donné cinq enfants dont Claude (1916-1995), artiste peintre et graveur. Il descend d'un aïeul de Valenciennes.
À 20 ans, il publie son premier recueil de poèmes. Sous sa direction est notamment publié en 1923 le tableau d’honneur des militaires et civils morts durant la 1re guerre intitulé Nos Héros Morts pour la Patrie, avec 2,320 portraits et illustrations. Également sous sa direction est publié en 1930 l'ouvrage La Belgique Centenaire: Encyclopédie Nationale 1830-1930.
Il devient correspondant belge de la revue de la Société internationale de musique et, après 1945, du Mercure de France. Il ne cessera pas de s'intéresser à l'art musical, travaillant avec Paul Gilson et composant des livrets pour son ami Jean Absil. En 1954, son ouvrage La Présence intérieure reçoit le Prix Paul-Verlaine de l'Académie française.
Il reste attaché à son terroir natal. Une conférence qu'il donne dans sa ville natale en 1949, intitulée Couvin, mon pays a fait l'objet, d'une publication de 61 pages où il raconte avec verve ses souvenirs de Couvinois.
Il est un critique d'art averti, publiant des critiques sur James Ensor et Louis Thevenet.
Au niveau associatif, il participe à la fondation de l'Association des artistes professionnels de Belgique. Il est également le président fondateur de l'Alliance française, le cofondateur du Pen Club, et de l'Union de la presse théâtrale et musicale. Il a assuré la direction des services de presse des grandes expositions internationales telles que l'exposition de Bruxelles de 1935 et de Liège en 1939. Il est le directeur des services d'information du pavillon belge à l'Exposition universelle de 1937.
Impliqué dans le mouvement wallon, René Lyr est membre de la Société de l’Art wallon, des Amitiés françaises, de la Fédération des Artistes wallons et de l’Assemblée wallonne. Il militera quelque peu au sein du Comité de Politique nationale de Pierre Nothomb après la Première Guerre mondiale.
Il a fondé le groupe de Résistance La Sapinière pendant la Seconde Guerre mondiale et, en 1944, il a présidé La Wallonie indépendante, un mouvement qui prône le fédéralisme dans le cadre de l’État belge.
René Lyr a été conservateur du musée des instruments de musique, dépendant du Conservatoire royal de Bruxelles de 1945 à 1957.

## Œuvres

### Poésie
- 1908 : Chants du Rêve, Bruxelles, Imprimerie Hoerée, 1908.
- 1908 : Dans le Silence, Bruxelles, Librairie Spineux, 1908.
- 1909 : Brises, Ed. de la Belgique artistique et littéraire, 1909.
- 1921 : Rimes Fanées, Ed. de la Renaissance d'Occident, 1921.
- 1949 : Ce livre enfin le tien, Ed. Nationales, 1949.
- 1949 : De mes mains habitées, Ed. Pierre Seghers, 1949.
- 1953 : Transparences, Lyon, Les Ecrivains réunis, 1953.
- 1953 : L'ombre à nos pas mêlée, Bruxelles, L'Afrique et le Monde, 1953.
- 1954 : La présence intérieure, Paris, Ed. Pierre Seghers, 1954 (Prix Paul Verlaine de l'Académie Française 1957).
- 1954 : Rétrospective, Lyon, Les Ecrivains réunis, 1954.
- 1955 : Vingt bandeaux chinois, Liège, Ed. Georges Thone, 1955.
- 1956 : Mes oiseaux, Tournai-Paris, Ed. Unimuse, 1956.
- 1957 : Fleurs de mon jardin, Tournai-Paris, Ed. Unimuse, 1957.
- 1957 : Rythmes, Tournai-Paris, Ed. Unimuse, 1957.
- 1957 : Quintes Quintaines, Tournai-Paris, Ed. Unimuse, 1957.
- 1957 : Provence, Tournai-Paris, Ed. Unimuse, 1957.
- 1957 : Mythologie, Tournai, Ed. Unimuse, 1957.
- 1957 : Les Limites franchies, (posthume) Tournai, Ed. Unimuse, 1957.
- 1957 : Dans le soir prolongé, (posthume) Tournai, Ed. Unimuse, 1957.

### Prose
- 1913 : Histoire de la musique et des musiciens belges, en collaboration avec Paul Gilson, Encyclopédie de la Musique, Paris, Ed. Delagrave, 1913.
- 1922 : Lettres à Régine, 1922.
- 1921 : Histoire de l'Orgue, en collaboration avec Louis de Bondt, Prix d'Histoire et de la Critique de l'Académie Royale de Belgique (1921), Paris-Bruxelles, Ed. des Gaules, 1924.
- 1938 : Les Musiciens impressionnistes, Ed. de l'INR, 1938.
- 1945 : Mon ami Louis Thévenet, Bruxelles, Ed. Nationales, 1945.

## Hommages et distinctions
- Un buste en bronze réalisé par le sculpteur Auguste Puttemans a été élevé à Couvin en 1960 en son honneur (aux Allées, près de la place Général Piron). Le buste ayant été volé, il fut remplacé en 1967 par une buste en pierre, œuvre du sculpteur Léandre Grandmoulin.
- D’autre part, un médaillon à son effigie a été inauguré à Uccle le 23 mai 1970 dans un square de l'avenue qui porte son nom. Sculpteur : Dolf Ledel; architecte : Oger Schoonblood.
- La commune d'Uccle a une « Avenue René Lyr ».

Les distinctions suivantes lui ont été attribuées :
- Commandeur de l'ordre de la Couronne (Belgique).
- Croix de guerre 40-45 avec palmes (Belgique).
- Distinctions dans la Résistance 40-45.
- Médaille de la Résistance civil (Belgique).
- Officier de la Légion d'honneur en 1939 (France).

## Littérature
- René Lyr, dans: Catalogue de la Bibliothèque nationale française.
- Paul DELFORGE, Encyclopédie du Mouvement wallon, Charleroi, Institut Destrée, 2001, t. II, p. 1051-1052
- Robert FRICKS & Raymond TROUSSON, Lettres françaises de Belgique. Dictionnaire des œuvres, 2, La Poésie, Gembloux, 1988, p. 71-72, 111, 143, 484-485
- Robert O.J. VAN NUFFEL, René Lyr, dans: Nouvelle Biographie nationale, t. IV, p. 263-267
- Paul PIRON, Dictionnaire des artistes plasticiens de Belgique des XIXe et XXe siècles, Lasne, 2003, t. I, p. 655 et t. II, p. 324